# Marie Kyselková
Marie Kyselková (* 20. August 1935 in Brünn; † 21. Januar 2019 in Prag) war eine tschechoslowakische Schauspielerin.

## Leben
Nach der Matura in Brünn absolvierte Kyselková eine Ausbildung zur Krankenschwester. Sie trat nebenbei als Sängerin und Tänzerin bei verschiedenen Tanzensembles auf. Außerdem arbeitete sie als Mannequin bei Modenschauen und als Fotomodell in Prag. Sie wurde bei einer dieser Veranstaltungen von dem tschechischen Regisseur Jiří Sequens entdeckt, der ihr 1955 eine erste kleinere Rolle in seinem Film Větrná hora gab. 
Kyselková spielte am Divadlo S. K. Neumanna (Neumann-Theater, heute Divadlo pod Palmovkou) im Prager Stadtteil Libeň als Bühnendarstellerin. 1957 übernahm sie die Rolle der Lída in dem Film Die Bombe unter der Regie von Jaroslav Balík. 1958 folgte eine weitere kleinere Rolle in dem Film Sehnsucht von Vojtěch Jasný. Sie absolvierte ein erfolgreiches Vorsprechen bei Regisseur Martin Frič und wurde daraufhin von ihm für eine Episodenrolle in seinem nächsten Film engagiert. Nachdem die für dieses Projekt ursprünglich vorgesehene Hauptdarstellerin kurzfristig ausgefallen war, erhielt Kyselková 1959 die Hauptrolle der Prinzessin Lada in dem resultierenden tschechoslowakischen Märchenfilm Die Prinzessin mit dem goldenen Stern.
Marie Kyselková, die zum Zeitpunkt der Dreharbeiten des Films bereits ihr erstes Kind erwartete, zog sich danach ins Privatleben zurück, war Hausfrau und Mutter. Kyselková war zweimal verheiratet. In erster Ehe heiratete sie den Schauspieler Petr Haničinec. Aus dieser Ehe stammte ein Sohn. Aus ihrer zweiten Ehe hatte sie zwei Töchter. Kyselková arbeitete während ihrer Familienzeit fast bis zu ihrem offiziellen Ruhestand nebenbei für verschiedene Unternehmen in Heimarbeit und fertigte kleine Stoffsachen aus Filz. Später nahm sie eine Teilzeitbeschäftigung als Hausbesorgerin und Portier in einem Prager Studentenwohnheim an.

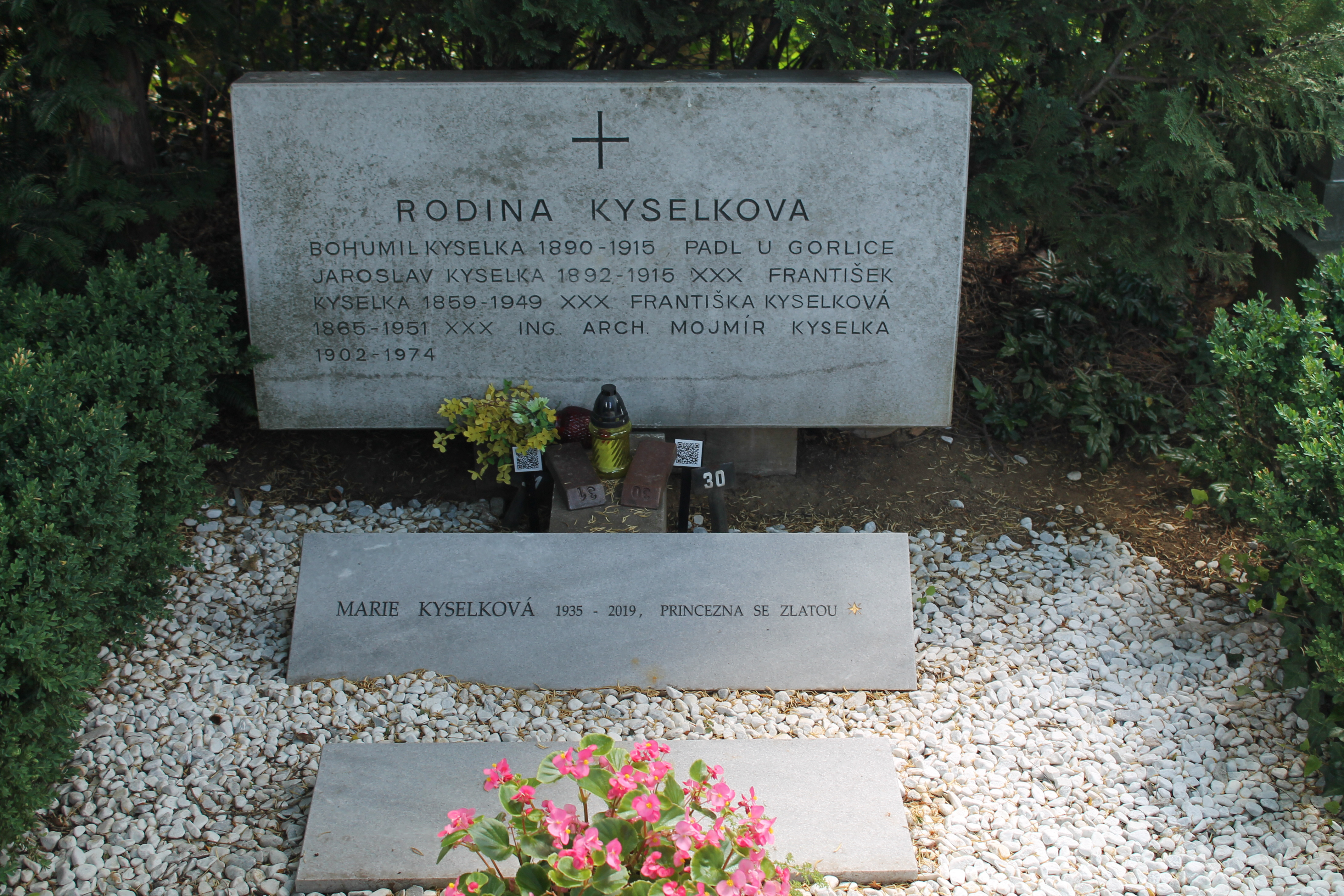
Marie Kyselkovás Grab

Kyselková starb am 21. Januar 2019.

## Filmografie
- 1955: Větrná hora
- 1957: Die Bombe (Bomba)
- 1958: Sehnsucht (Touha)
- 1959: Die Prinzessin mit dem goldenen Stern (Princezna se zlatou hvězdou)